# Цвітянська сільська рада
Цвітянська сільська рада (деколи — Квітянська сільська рада) — колишня адміністративно-територіальна одиниця та орган місцевого самоврядування у Червоноармійському (Пулинському) районі Житомирської округи, Київської та Житомирської областей Української РСР з адміністративним центром у селі Цвітянка.

## Населені пункти
Сільській раді на час ліквідації були підпорядковані населені пункти:
- с. Адамівка;
- с. Березова Гать;
- с. Цвітянка.

## Населення
Кількість населення ради станом на 1923 рік становила 1 601 особу, кількість дворів — 301.
Кількість населення сільської ради станом на 1924 рік становила 1 649 осіб.

## Історія та адміністративний устрій
Створена 1923 року в складі колоній Березова Гать Курненської волості Новоград-Волинського повіту та Цвітянка і с. Березова Гать Пулинської волості Житомирського повіту Волинської губернії. 7 березня 1923 року включена до складу новоствореного Пулинського району Житомирської (згодом — Волинська) округи. 28 вересня 1925 року в кол. Березова Гать утворено окрему, Березовогатську сільську раду Пулинського (згодом — Червоноармійський) району. 20 червня 1930 року с. Березова Гать передане до складу Соколовської сільської ради Соколовського району Волинської округи.
Станом на 1 вересня 1946 року сільська рада входила до складу Червоноармійського району Житомирської області, на обліку в раді перебували с. Цвітянка та хутір Ягодинка.
Ліквідована 11 серпня 1954 року, відповідно до указу Президії Верховної ради Української РСР «Про укрупнення сільських рад по Житомирській області», до складу ради приєднано територію та с. Адамівка Адамівської сільської ради Червоноармійського району Житомирської області. 2 вересня 1954 року, відповідно до рішення Житомирського облвиконкому № 1087 «Про перечислення населених пунктів в межах районів Житомирської області», підпорядковано с. Березова Гать Курненської сільської ради, с. Ягодинка передане до складу Червоноармійської сільської ради Червоноармійського району Житомирської області.
Ліквідована 5 березня 1959 року, відповідно до рішення Житомирського облвиконкому № 161 «Про ліквідацію та зміну адміністративно-територіального поділу окремих сільських рад області», територію й населені пункти ради приєднано до складу Курненської сільської ради Червоноармійського району Житомирської області.